# Рімвідас Петраускас
Рімвідас Петраускас (лит. Rimvydas Petrauskas; нар. 21 жовтня 1972, Вільнюс) — литовський історик, професор (2010), дійсний член Академії наук Литви, з 1 квітня 2020 року ректор Вільнюського університету (обраний 22 січня 2020 року).

## Життєпис
Народився у Вільнюсі, закінчив Вільнюську 44-ю середню школу (1990). У 1990—1997 роках навчався на історичному факультеті Вільнюського університету, магістр історії.
C 1998 року працював у Вільнюському університеті на кафедрі давньої історії і середньовіччя. Стажувався в Базельському університеті, Вільному університеті Берліна, Грайфсвальдському університеті, Ягеллонському університеті в Кракові, Інституті Гердера в Марбурзі. У 2001 році в Вільнюському університеті захистив дисертацію на здобуття наукового ступеня доктора наук про склад і структуру литовської знаті кінця XIV—XV століть («Lietuvos diduomenė XIV a. Pabaigoje — XV a.: sudėtis — struktūra — valdžia»).
З 2007 року — завідувач кафедри давньої історії та історії середніх віків історичного факультету Вільнюського університету, професор (2010). З 2012 по 2020 рік — декан історичного факультету Вільнюського університету. Був членом Ради з питань науки Литви (2008—2013) та інших різного роду експертних органів. З 2012 року член міжнародної історичної комісії з дослідження Німецького ордена («Internationale Historische Kommission zur Erforschung des Deutschen Ordens»). З 2013 року член Наукового товариства в Торуні («Towarzystwo Naukowe w Toruniu»). Член редакційних колегій наукових журналів і серійних видань «Lietuvos istorijos metraštis» (з 2006 року), «Istorijos šaltinių tyrimai» (з 2008 року), «Ukraina Lithuanica: студії з історії Великого князівства Литовського» (з 2009 року), «Lietuvos istorijos studijos» (з 2013 року), «Rocznik Lituanistyczny»(з 2015 року), «Studies in modern and contemporary history» (з 2014 року), «Studia Źródłoznawcze. Commentationes» (з 2016 року). Голова редакційної колегії серії «Fontes et studia historiae universitatis Vilnensis» (з 2015 року).
У січні 2020 року обраний 86-м ректором Вільнюського університету; приступив до обов'язків 1 квітня 2020 року, в 441-ту річницю заснування університету.

## Наукова діяльність
Сфера наукових зацікавлень охоплює політичну і соціальну історію Великого князівства Литовського XIII—XVI століть і рецепцію сучасним суспільством Середньовіччя. Автор наукових статей англійською, литовською, німецькою, польською, російською мовами; підготував і видав кілька джерел.

### Праці
- R. Petrauskas. Lietuvos Didžioji Kunigaikštystė: politika ir visuomenė vėlyvaisiais Viduramžiais. Vilnius: Lietuvių katalikų mokslo akademija: Naujasis Židinys-Aidai, 2017, 447 p. ISBN 9786098163124
- R. Petrauskas. Galia ir tradicija: Lietuvos Didžiosios Kunigaikštystės giminių istorijos, Vilnius: «Baltų lankų» leidyba, 2016, 318 p.: iliustr., faks., portr. ISBN 9789955238867.
- R. Petrauskas (kartu su Dangiru Mačiuliu ir Dariumi Staliūnu). Kas laimėjo Žalgirio mūšį?: istorinio paveldo dalybos Vidurio ir Rytų Europoje. Vilnius: Mintis, 2012, 294 p. ISBN 9785417010477.
- R. Petrauskas (kartu su Dariumi Baronu ir Artūru Duboniu). Lietuvos istorija. T 3, XIII a. — 1385 m. Valstybės iškilimas tarp Rytų ir Vakarų. Vilnius: Baltos lankos, 2011, 615 p. ISBN 9955584912 (bendras), ISBN 9789955235668 (t. 3).
- R. Petrauskas (kartu su Jūrate Kiaupiene). Lietuvos istorija. T. 4: Nauji horizontai: dinastija, visuomenė, valstybė. Lietuvos Didžioji Kunigaikštystė 1386—1529 m. Vilnius: «Baltų lankų» leidyba, 2009, 551 p., iliustr. ISBN 9789955232391.
- R. Petrauskas. Lietuvos diduomenė XIV a. pabaigoje — XV a.: sudėtis — struktūra — valdžia. Vilnius: Aidai, 2003, 379 p. ISBN 995544567X.

## Нагороди і звання
- 2003, 2009 — премія Ректора Вільнюського університету за наукові праці,
- 2018 — Лицарський хрест Ордена Великого князя Литовського Гедиміна,
- 2019 — Лицарський хрест Ордена «За заслуги перед Польщею»[3],
- 2019 — Наукова премія Литви.